# Thomas Morton (évêque)
Pour les articles homonymes, voir Morton.
Thomas Morton est un prélat anglican né le 20 mars 1564 à York et mort le 20 septembre 1659 à Easton Maudit, dans le Northamptonshire.
Proche du roi Jacques Ier, il est successivement évêque de Chester, évêque de Lichfield et Coventry et enfin prince-évêque de Durham jusqu'à l'abolition de l'épiscopat anglais sous le Commonwealth, en 1646.

## Biographie
Thomas Morton est le sixième enfant de Richard Morton, mercier et alderman de la ville d'York. Il étudie au St John's College de l'université de Cambridge. Il se fait connaître en écrivant une série d'ouvrages anticatholiques polémiques et attire l'attention du roi Jacques Ier. Il obtient en 1607 le doyenné de Gloucester, puis celui de Winchester deux ans plus tard. Il entretient de bonnes relations avec le chapitre de la cathédrale, ainsi qu'avec l'évêque Thomas Bilson (en).
Morton est nommé évêque de Chester en 1616, mais il n'apprécie guère d'être envoyé loin de la cour. Trois ans plus tard, il est transféré au siège de Lichfield et Coventry. Il commence à siéger à la Chambre des lords en 1621. En 1632, il est transféré à nouveau et devient prince-évêque de Durham.
En 1641, Morton fait partie des douze évêques arrêtés pour s'être opposés à la tentative de la Chambre des communes d'exclure les pairs spirituels de la Chambre des lords. Du fait de son grand âge, il n'est pas enfermé à la tour de Londres, mais simplement assigné à résidence. L'abolition de l'épiscopat, en 1646, le prive de ses sources de revenus. Il termine sa vie comme hôte de Christopher Yelverton à Easton Maudit, dans le Northamptonshire, où il est inhumé après sa mort à l'âge de quatre-vingt-quinze ans.